# Zatoka Awaczyńska
Zatoka Awaczyńska – zatoka Oceanu Spokojnego, położona w pobliżu południowego krańca półwyspu Kamczatka.
Według nomenklatury zalecanej w Polsce przez Komisję Standaryzacji Nazw Geograficznych poza Granicami Rzeczypospolitej Polskiej nazwa ta odnosi się do akwenu nazywanego w języku rosyjskim Авачинский залив (Awaczinskij zaliw). Rozciąga się on mniej więcej pomiędzy półwyspem Szypuńskim na północy (53°09′N 159°56′E/53,150000 159,933333) i przylądkiem Poworotnym na południu (52°19′19″N 158°33′09″E/52,321944 158,552500).

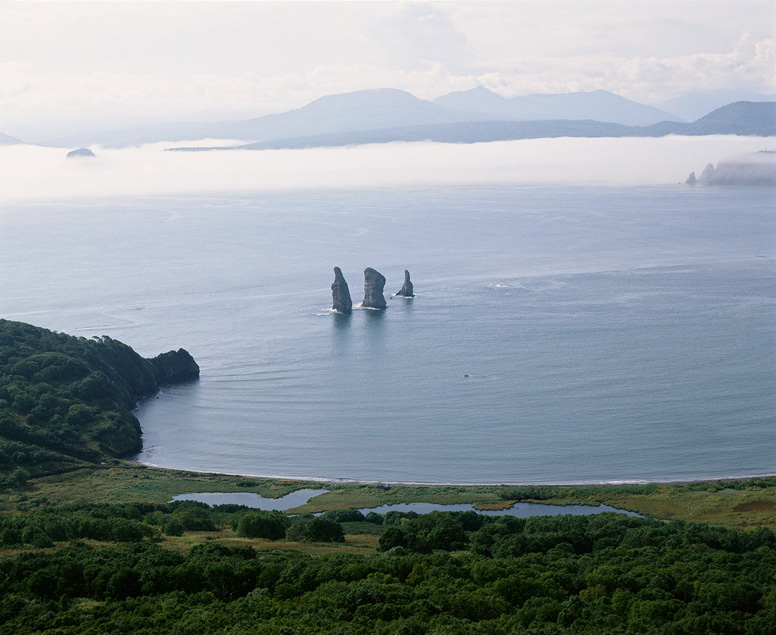
Skały Trzej Bracia w Zatoce Awaczyńskiej.

W nomenklaturze rosyjskiej, oprócz wyrażenia Авачинский залив (Awaczinskij zaliw) określającego dużą oceaniczną zatokę, występuje także nazwa Авачинская губа (Awaczinskaja guba), zamiennie z Авачинская бухта (Awaczinskaja buchta); obie te nazwy dotyczą mniejszej, bardziej zamkniętej zatoki (współrzędne 52°58′30″N 158°32′30″E/52,975000 158,541667) łączącej się z otwartą Zatoką („zaliwem”) Awaczyńską poprzez cieśninę liczącą około 3 km szerokości. Nad północno-wschodnim brzegiem tej mniejszej zatoki („buchty”) znajduje się miasto i port Pietropawłowsk Kamczacki.
Mniejsza zatoka („buchta”) liczy około 24 km długości; takie rozmiary sytuują ją wśród największych zatok w świecie. Mogłyby pomieścić się w niej wszystkie floty świata. Dostęp do niej ogranicza jednak zamarzanie wód zatoki w miesiącach zimowych. Maksymalna głębokość zatoki wynosi 26 m.
Do zatoki (małej – „buchty”) wpływają rzeki Awacza i Paratunka, natomiast do otwartej Zatoki („zaliw”, na północny wschód od Pietropawłowska Kamczackiego, wpływa rzeka Nałyczewa (ros. Налычева), która wcześniej przepływa przez park przyrodniczy Nałyczewo (Налычево). Charakterystycznym obiektem topograficznym zatoki są wystające ponad poziom jej wód trzy skały o nazwie Trzej Bracia; znajdują się one u wejścia z zatoki dużej („zaliw”) do mniejszej („buchta”).